# Disney Star
Disney Star, cuya razón social es STAR India Private Limited, es un conglomerado mediático de India y una subsidiaria y propiedad total de The Walt Disney Company India. Tiene su sede en Bombay, Maharastra.
Tiene una red de 60 canales de televisión en ocho idiomas diferentes, llegando a 9 de cada 10 hogares con televisión por cable y satélite en India. La cadena llega a aproximadamente 790 millones de espectadores al mes en India y más de 100 países. Star India genera más de 30 000 horas de contenido cada año.

## Historia

### Fundación
Star TV (Satellite Television Asian Region; en español Televisión Satelital de la Región Asiática) fue fundada el 1 de agosto de 1990 como una empresa conjunta entre Hutchison Whampoa y Li Ka-Shing. Fue lanzado como una plataforma de entretenimiento pan-asiático de Hollywood doblada al inglés, para el público en Asia.
En 1990, Star TV incluía StarPlus (en ese entonces un canal de entretenimiento en inglés), Prime Sports, MTV en asociación con Viacom (posteriormente Channel V) y Star Movies.
En 1992, News Corporation de Rupert Murdoch compró el 63.6% de Star por $525 millones de dólares, seguido por la compra del 36.4% restante el 1 de enero de 1993. Las operaciones de transmisión de Star se realizaron desde las instalaciones de Fox Broadcasting de Rupert Murdoch.
Entre 1994 y 1998, se lanzó Star India, más tarde se lanzó Star Movies, Channel V y Star News con una oferta limitada en hindi.
En 1998, STAR News se lanzó como un canal de noticias dedicado al contenido de NDTV.

### 2001 - 2010
En 2001, Star India adquirió Vijay TV, con sede en el sur de India. En 2003, el acuerdo de Star India con NDTV terminó y Star News se convirtió en un canal de noticias las 24 horas. Y entró en una empresa conjunta con el Anand Bazar Patrika Group para cumplir con las regulaciones establecidas por el Gobierno de la India para la vinculación de canales de noticias y asuntos de actualidad. Posteriormente salió de esta empresa conjunta en 2012. Después de la división, el canal pasó a llamarse ABP News y fue operado por el Anand Bazar Patrika Group.
En 2004, Star One se lanzó como un canal de contenido en hindi. En 2008, se lanzó Star Jalsha, un canal de entretenimiento en idioma bengalí y Star Pravah, un canal de entretenimiento en idioma marathi.
En 2009, Star India adquirió el conglomerado de medios con sede en Trivandrum, India Asianet Communications Limited, que ofrecía contenido en idioma malabar. En agosto de 2009, Star Group reestructuró sus negocios de transmisión en Asia en tres unidades: Star India, Star y Fox International Channels Asia.
En el mismo año, Star Affiliate y CJ Group de Corea del Sur lanzaron CJ Alive (más tarde conocido como ShopCJ), un canal de compras de televisión indio de 24 horas que usó STAR Utsav para alojar los programas de marketing de televisión en tragamonedas de seis horas en su etapa inicial. de lanzamiento. Star Affiliate salió de la empresa conjunta en mayo de 2014.
21st Century Fox lanzó un negocio de producción y distribución de películas en India a través de Fox Star Studios India, una filial de Star India en el mismo año.

### 2011 - presente
En 2012, Star India adquirió los derechos de BCCI para el cricket de India para el período de 2012 a 2018. ESPN pasó a llamarse Star Sports 4, STAR Cricket pasó a llamarse Star Sports 3, Star Sports pasó a llamarse Star Sports 1 y Star Sports 2 mantuvo su nombre. STAR Cricket HD y ESPN HD fueron renombrados a Star Sports HD1 y Star Sports HD2 respectivamente.
En 2015, Star India lanzó su servicio de video a pedido, Hotstar, e incursionó en la transmisión en línea.
En 2015, Star India adquirió los negocios de transmisión de Maa Television Pvt. Ltd para aumentar su presencia en los mercados de habla telugu donde Star no tanía ninguna presencia antes. Mediante esta adquisición, Star tiene presencia regional en todos los mercados del sur de la India.
En febrero de 2017, Star India y el conglomerado mundial de medios, TED, anunciaron una nueva serie de televisión, TED Talks India - Nayi Soch. Sus programas fueron protagonizados por el actor de Bollywood Shahrukh Khan y presentaron nuevas charlas de TED realizadas en idioma hindi. El programa siguió el formato TED característico de destacados oradores que expresaron sus opiniones en un monólogo de 18 minutos o menos frente a una audiencia en vivo.
El 28 de agosto de 2017, Star India reemplazó su canal Hindi Entertainment Life OK con un canal gratuito llamado Star Bharat.
El 5 de septiembre de 2017, Star India ganó los derechos de medios globales para transmitir la Liga Premier de India durante 5 años a partir de 2018. La compañía hizo una oferta de INR por 16.347,50 millones de rupias para garantizar los derechos de la emisora anterior, Sony Pictures Network.
El 14 de diciembre de 2017, The Walt Disney Company anunció la adquisición de 21st Century Fox, que incluía a Star India.
El 13 de diciembre de 2018, Disney anunció que Uday Shankar, quien se desempeña como presidente de Star India, dirigirá las operaciones asiáticas de Disney y se convertirá en el nuevo presidente de Disney India, se convirtió en una subsidiaria de propiedad total de The Walt Disney Company, reorganizada bajo The Walt Disney Company (India) Private Limited.
El 4 de enero de 2019, Star TV cerró sus operaciones de televisión en los Estados Unidos. Para la promoción de su homólogo digital, Hotstar.
El 20 de marzo de 2019, Star India se convirtió en parte de Disney India cuando se cerró el acuerdo.
El 30 de diciembre de 2020, Disney anunció que la marca Star sería reemplazada por Utsav a partir del 1 de febrero en los Países Bajos, con el lanzamiento de la marca Utsav Gold, Utsav Plus y Utsav Bharat en el Reino Unido el 22 de enero de 2021, el feed internacional de Star Vijay. También cambió un nuevo logotipo basado en Utsav Network en color amarillo y renombrado como Vijay TV en todo el mundo ese mismo día, Utsav Network se separaría a Star Gold, Plus y Bharat, el feed asiático se lanzaría en Corea del Sur.
El 2024, Utsav Network se separaría a Utsav Life and Utsav Select.

## Resultados comerciales
En agosto de 2012, Business Line del grupo The Hindu informó que Star CJ Alive está reclamando la venta promedio de productos por valor de 9.5 millones rupias en días de semana y 12 millones de rupias en fines de semana. Aproximadamente el 65% de las ventas provienen del segmento de electrónica, mientras que el segmento de hogares ocupa el segundo lugar en la carrera. En diciembre de 2012, algunas secciones de los medios informaron que Rupert Murdoch al dirigir News Corp podría salir de Star CJ vendiendo toda su participación a Providence Equity Partners. Según los informes, esta transferencia de acciones tuvo problemas cuando el Departamento de Ingresos descubrió que los fondos de otras jurisdicciones estaban siendo canalizados para explotar el acuerdo de evasión de doble imposición de Indo Mauritius.
STAR India Entertainment ofrece 51 canales, mientras que STAR India Sports ofrece 15 canales.

## Divisiones
- Star Media Networks
  - Star Sports
  - Star Media Networks South
    - Asianet Star Communications
    - Star Maa Network
- Star Studios
- Novi Digital Entertainment
  - Disney+ Hotstar
- Mashal Sports (74%)
  - Pro Kabaddi league
- Superliga de India (40%)[40]